# ستيفن لامبرت (منتج تلفزيوني)
ستيفن لامبرت (بالإنجليزية: Stephen Lambert) هو منتج تلفزيوني بريطاني، ولد في 22 مارس 1959 في لندن في المملكة المتحدة.